# Аврамов-Сапун, Василий Тихонович
Василий Тихонович Авра́мов-Сапу́н — дьяк при царе Иване Грозном, думный дьяк при царе Фёдоре I Ивановиче.
Происходит из Новгородского рода, переселённого в московское княжество Иваном III. В писцовых Новгородских книгах упоминаются вотчинники Шелонской пятины 1498 года — Аврамьевы.
В 1579 году (7087) году во время похода царя Ивана Грозного на Лифляндию был оставлен в Москве при боярах.
В 1581—1582 годах был дьяком в Пушечном приказе.
В 1583 году (7091) был послан с посольством в Польшу в качестве сопровождающего лица. Присутствовал при встрече с польским королем.
В 1584 году (7092) был вместе с послами на Литовской границе для обмена пленными. В этом же году с царём Фёдором Ивановичем участвовал в походе против немцев под Ругодивом.
В декабре—феврале 1589 г. был разрядным дьяком в походе к Великому Новгороду против шведов.
В апреле 1598 года был в свите Бориса Годунова среди прочих дьяков во время Серпуховского похода против Газы Герая.
В 1609 году был на воеводстве в Кореле.
В писцовых книгах 1594—1595 годов Вяземского уезда за ним числится в 3 станах 390 четвертей земли. В Муроме 162 четверти, да в Ярославле 335 четвертей, а всего в трёх городах 888 четвертей.